# Postapalota (Makó)
A Postapalota egy makói neobarokk épület, a postaszolgálat térségi központja.

## Története
Az új posta építésére az 1920-as években mutatkozott igény, mert az Úri utcában álló posta-, távirda-, és távbeszélő-hivatal kétszintes épülete már nem volt képes a megnövekedett forgalmat kezelni. A posta vezérigazgatósága 1928-ban rendelte el a jelenlegi Postapalota felépítését a róla elnevezett utcán, ami ma a város sétálóutcája. Az épülettel szemben található a Hagymaház, egy szakközépiskola, valamint a Pulitzer Kollégium. A Postapalota tervezője fővárosi mérnök, Rerrich Béla volt, kivitelezője makói vállalkozó. Három hónapnyi munkálat és 400 000 pengő eredményeképpen 1928 novemberében elkészült a neobarokk épület.
A Postapalota kétszintes, szimmetrikus elrendezésű. Bejáratai ívesek, a középső, központi ajtó vízszintes záródású. A sétálóutca kialakításakor magasított, lépcsős és mozgássérültek számára is használható lejtős feljárót építettek elé. Főpárkánya fogazott kiképezésű, a hangsúlyos középrizalit kiugrik. Oromzati falán hangsúlyosan  érvényesül a barokk pompa. A négy armírozott falsáv az utcai frontot három részre bontja.